# Tachisme

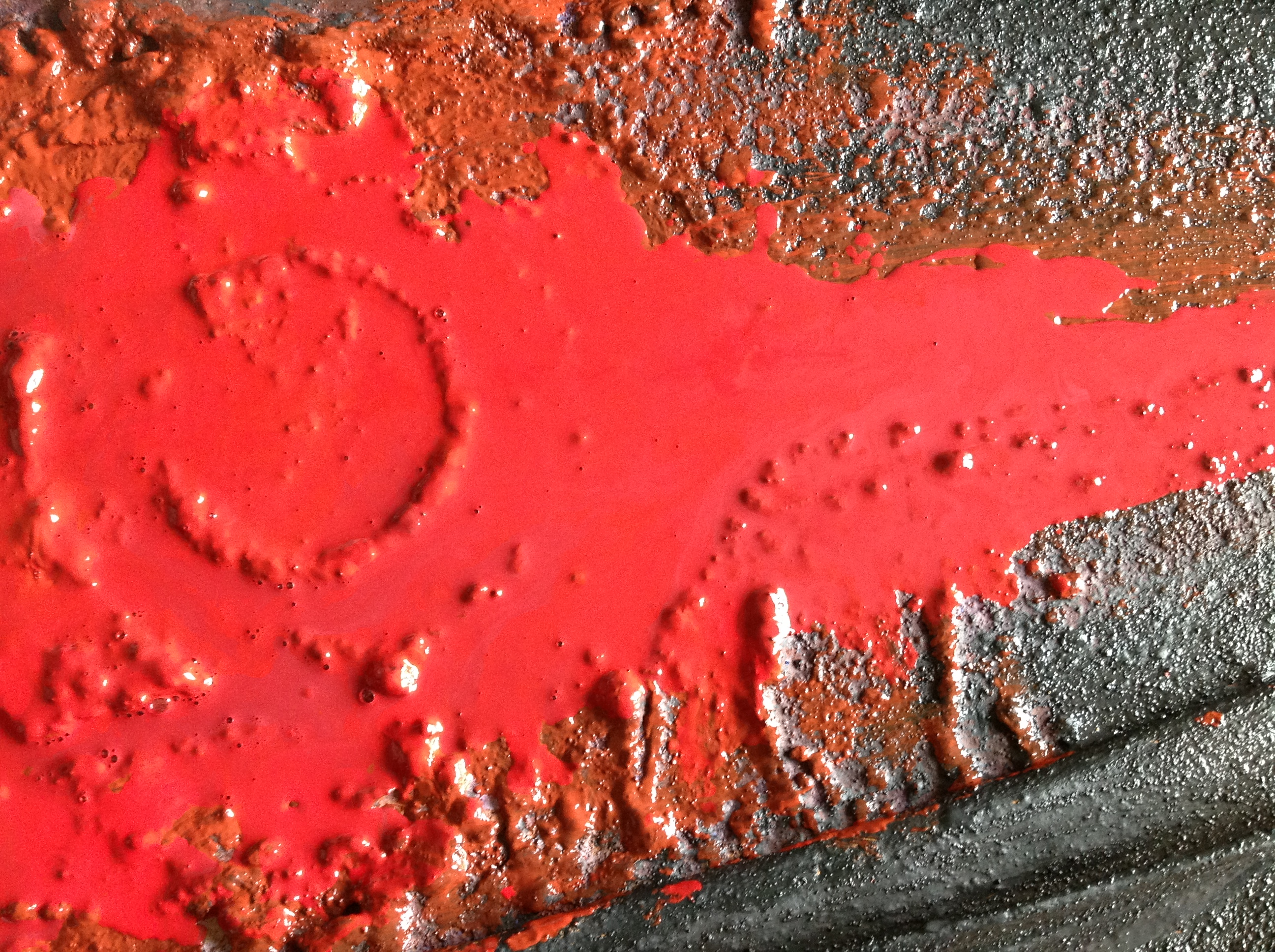
Bức Balaguer Détail 1 của nghệ sĩ Laurent Jiménez-Balaguer người Catalan.

Tachisme (cách viết khác: Tachism, bắt nguồn từ từ tiếng pháp tache, vết) là phong cách Pháp của trường phái trừu tượng phổ biến trong những năm 1940 và những năm 1950. Thuật ngữ được cho là lần đầu tiên sử dụng liên quan đến phong trào là vào năm 1951. Nó là thường được coi là từ tương đương với từ Trừu tượng Biểu hiện tại châu Âu, mặc dù có phong cách khác biệt (Trừu tượng Biểu hiện của Mỹ lại có vẻ "bản năng" mãnh liệt hơn tachisme). Đây là phần nhỏ của một trường phái hội họa lớn hơn gọi là Nghệ thuật Phi hình thể  (hoặc Phi hình thể), đặc biệt phát triển sau chiến tranh. Trường phái này gạt bỏ trừu tượng hình học để ủng hộ một hình thức trực giác có tính biểu hiện hơn, tương tự như lối vẽ Hành động. Một cái tên khác cho Tachism là trừu tượng Trữ tình. Trừu tượng Trữ tình gồm 2 trường phái khác biệt nhưng liên quan với nhau trong nghệ thuật hiện đại sau chiến tranh: Trừu tượng Trữ tình châu Âu sinh ra tại Paris, nhà phê bình nghệ thuật người Pháp Jean José Marchand công nhận trường phái này với tên là Tachisme, Pierre Guéguen và Charles Estienne đặt ra thuật ngữ này vào năm 1951. L'Art à Paris 1945–1966. Ngoài ra còn có trừu tượng Trữ tình Mỹ, được mô tả bởi Larry Aldrich (người sáng lập Bảo tàng Nghệ thuật Đương đại Aldrich, Ridgefield Connecticut) vào năm 1969. Nhóm COBRA cũng là liên quan đến Tachisme, cũng như nhóm Gutai của Nhật Bản.
Sau khi Thế Chiến II, thuật ngữ Trường phái Paris thường được liên tưởng đến Tachisme. Thuật ngữ này được cho là tương đương với từ Trừu tượng biểu hiện của Mỹ tại châu Âu. Những người ủng hộ quan trọng cho trường phái là Jean-Paul Riopelle, Wols, Jean Dubuffet, Pierre Soulages, Nicolas de Staël, Hans Hartung, Gerard Schneider, Serge Poliakoff, Georges, Jordan và Jean Messagier, và một vài người khác. (Xem danh sách của các họa sĩ dưới đây.)
Lần đầu, thuật ngữ "tachisme" được sử dụng là vào khoảng năm 1880, và được dùng để gọi tên một biến thể của pha màu theo phép xen kẽ. Nhưng, theo Chilvers, thuật ngữ tachisme được "lần đầu tiên được sử dụng với ý nghĩa này là khoảng năm 1951 (nhà phê bình người Pháp là Charles Estienne và Pierre Guéguen được cho là đã đặt ra thuật ngữ này) và nó đã được phổ biển bởi [nhà phê bình và họa sĩ người Pháp] Michel Tapié trong cuốn sách của ông Un Art autre (năm 1952)."
Tachisme là một phản ứng đối với trường phái Lập thể và được đặc trưng với những nét cọ tự nhiên, những chấm nhỏ giọt hoặc thổi sơn thẳng từ ống, và đôi khi là những nét quệt nguệch ngoạc, dễ làm gợi nhớ đến thư pháp.
Tachisme liên quan chặt chẽ đến chủ nghĩa Phi vật thể hoặc Art Informel, mà, trong bối cảnh nghệ thuật những năm 1950 của Pháp, gợi về "nghệ thuật không hình thể" không nhiều bằng nghê thuật mà "thiếu hay vắng mặt của hình thể từ chính nó", và không phải là giản lược đơn giản cho việc vẽ không tính toán, không thành hình. Nghệ thuật Phi hình thể muốn nói về sự vắng mặt của cấu trúc, ý tưởng hay cách tiếp cận trước (sans cérémonie) và phức tạp hơn là một quy trình nghệ thuật đơn giản, lỏng lẻo và thư giãn.

## Họa sĩ
- Pierre Alechinsky (sinh 1927) – nhóm Cobra
- Karel Appel (1921-2006) – nhóm Cobra
- Frank Avray Wilson (1914-2009)
- Jean René Bazaine (1904–2001)
- Roger Bissière (1888–1964)
- Ferruccio Bortoluzzi (1920-2007)
- Norman Bluhm (1921-1999) – Người Mỹ gắn với phong trào
- Bram Bogart (1921-2012)  – Nhóm Cobra
- Alexander Bogen (1916-2010)
- Denis Bowen (1921-2006)
- Camille Bryen (1902–1977)
- Alberto Burri (1915–1995)
- Beauford Delaney (1901–1979) – Người Mỹ gắn với phong trào
- Jean Dubuffet (1901–1985)
- Agenore Fabbri (1911 - 1998)
- Jean Fautrier (1898–1964)
- Lucio Fontana (1899–1968)
- Sam Francis (1923–1994) – Người Mỹ gắn với phong trào
- Elaine Hamilton (1920–2010) – Người Mỹ gắn với phong trào
- Hans Hartung (1904–1989)
- Jacques Hérold (1910–1987)
- Laurent Jiménez-Balaguer (born 1928)
- Paul Jenkins (1923-2012) – Người Mỹ gắn với phong trào
- Asger Jorn (1914-1973) – nhóm Cobra
- Karel Kuklík (born 1937) – nhiếp ảnh gia Czech thể hiện Informel trong các bức ảnh.
- René Laubies (1922–2006)
- André Lanskoy (1902–1976)
- François Lanzi (1916-1988)
- Georges Mathieu (1921-2012)
- Jean Messagier (1920-1999)
- Henri Michaux (1899–1984)
- Jean Miotte (born 1926)
- Ludwig Merwart (1913–1979)
- Ernst Wilhelm Nay (1902–1968) – Người Đức chịu ảnh hưởng của phong trào
- Gen Paul (1895–1975)
- Serge Poliakoff (1906–1969)
- Marie Raymond (1908-1989)
- Jean-Paul Riopelle (1923-2002)
- Maria Helena Vieira da Silva (1908–1992)
- Emilio Scanavino (1922–1986)
- Gérard Schneider (1896–1986)
- Emil Schumacher (1912-1999)
- Pierre Soulages (born 1919)
- Nicolas de Staël (1914–1955)
- Pierre Tal-Coat (1905-1985) -người Pháp
- Michel Tapié (1909-1987)
- Antoni Tàpies (1923-2012)
- Bram van Velde (1895–1981)
- Louis Van Lint (1909-1986)
- François Willi Wendt (1909-1970)
- Wols (Alfred Otto Wolfgang Schulze) (1913–1951)
- Zao Wou Ki (1921-2013)